# Kengo Nagai
Kengo Nagai (永井 堅梧 Nagai Kengo?), född 6 november 1994 i Saitama prefektur, är en japansk fotbollsspelare.
Nagai började sin karriär 2013 i Matsumoto Yamaga FC. 2015 flyttade han till Kataller Toyama. Han spelade 91 ligamatcher för klubben. 2019 flyttade han till Tokushima Vortis.